# Seega
Seega este o comună din landul Turingia, Germania.